# Friedrich Böhm (Mathematiker)
Friedrich Böhm (* 15. August 1885 in Harburg (Schwaben) bei Donauwörth; † 25. August 1965 in München) war ein deutscher Versicherungsmathematiker und Hochschullehrer.

## Leben
Friedrich Böhm studierte nach dem Abitur am Gymnasium St. Anna in Augsburg in München Mathematik. Im Jahr 1908 wurde er bei Ferdinand von Lindemann promoviert (Parabolische Metrik im hyperbolischen Raum). Lindemann, der selbst schon Vorlesungen über Versicherungsmathematik in München gehalten hatte, machte ihn auf Fragen der Sterblichkeit und Invalidität aufmerksam, und ermöglichte 1911 Böhms Habilitation in diesem Fach. Böhm wurde Privatdozent und gründete nach Vorbild der Göttinger Universität (Georg Bohlmann) ein Seminar für Statistik und Versicherungswirtschaft. Im Wintersemester 1911/12 begann er mit Vorlesungen über Versicherungsmathematik. Außerdem hatte er das Staatsexamen als Lehrer abgelegt und war Studienrat. Von 1920 bis zu seiner Emeritierung 1955 lehrte er als außerordentlicher Professor Versicherungsmathematik an der Universität München. Außerdem lehrte er auch andere Anwendungen der Mathematik in der Wirtschaft.
Er blieb lange der einzige Versicherungsmathematiker an der Universität München und wurde nur zeitweise durch den 1938 zum Honorarprofessor ernannten ehemaligen Direktor der Hamburger Feuerkasse Paul Riebesell (1883–1950) unterstützt. Nachfolger von Böhm in München wurde Hans Richter, der 1955 ein Ordinariat für Mathematische Statistik und Wirtschaftsmathematik erhielt.
Weite Verbreitung fand Böhms zweibändiges Lehrbuch Versicherungsmathematik.

## Werke
- Versicherungsmathematik : Elemente der Versicherungsrechnung, Sammlung Göschen, Bd. 180, 3. Aufl., Berlin 1953
- Versicherungsmathematik : Lebensversicherungsmathematik, Sammlung Göschen, Bd. 917/917a, 2. Aufl., Berlin 1953